# Norrie (Wisconsin)
Norrie es un pueblo ubicado en el condado de Marathon en el estado estadounidense de Wisconsin. En el Censo de 2010 tenía una población de 976 habitantes y una densidad poblacional de 10,72 personas por km².

## Geografía
Norrie se encuentra ubicado en las coordenadas 44°54′22″N 89°18′16″O / 44.90611, -89.30444. Según la Oficina del Censo de los Estados Unidos, Norrie tiene una superficie total de 91.02 km², de la cual 89.39 km² corresponden a tierra firme y (1.79%) 1.63 km² es agua.

## Demografía
Según el censo de 2010, había 976 personas residiendo en Norrie. La densidad de población era de 10,72 hab./km². De los 976 habitantes, Norrie estaba compuesto por el 96.41% blancos, el 0.31% eran afroamericanos, el 0.2% eran amerindios, el 0.92% eran asiáticos, el 0% eran isleños del Pacífico, el 1.02% eran de otras razas y el 1.13% pertenecían a dos o más razas. Del total de la población el 2.15% eran hispanos o latinos de cualquier raza.